# Horacio Descole
Horacio Raúl Descole (Avellaneda, 6 de febrero de 1910 - San Miguel de Tucumán, 7 de febrero de 1984) fue un farmacéutico,  naturalista , e interventor de la Universidad Nacional de Tucumán, desde ese cargo impulsó y trabajo en la construcción de la Ciudad Universitaria de dicha universidad, que quedó inconclusa abandonada por decisión del gobierno dictatorial de Pedro Eugenio Aramburu en 1955 quién también lo dejó cesante de sus cargos universitarios. En 1973 tras volver a la universidad como rector por segunda vez impulsó la creación del actual Parque Sierra San Javier.

## Biografía
Cursó el bachillerato en el colegio "Carmen Arriola de Marín" y luego, en la Facultad de Ciencias Médicas de la Universidad de Buenos Aires, se graduó sucesivamente de farmacéutico y de doctor en Farmacia y Bioquímica, en 1931.
En 1937, recomendado por el exgobernador Ernesto Padilla, se estableció en Tucumán, como jefe de la sección Botánica del Museo Historia Natural de la Universidad Nacional de Tucumán (UNT) y profesor de Botánica General y Especial de la Facultad de Farmacia y Bioquímica. Fundó la revista Lilloa y luego fue directora de biblioteca del Instituto Miguel Lillo. Además, fue incorporado a la Fundación Miguel Lillo hasta el año 1974.

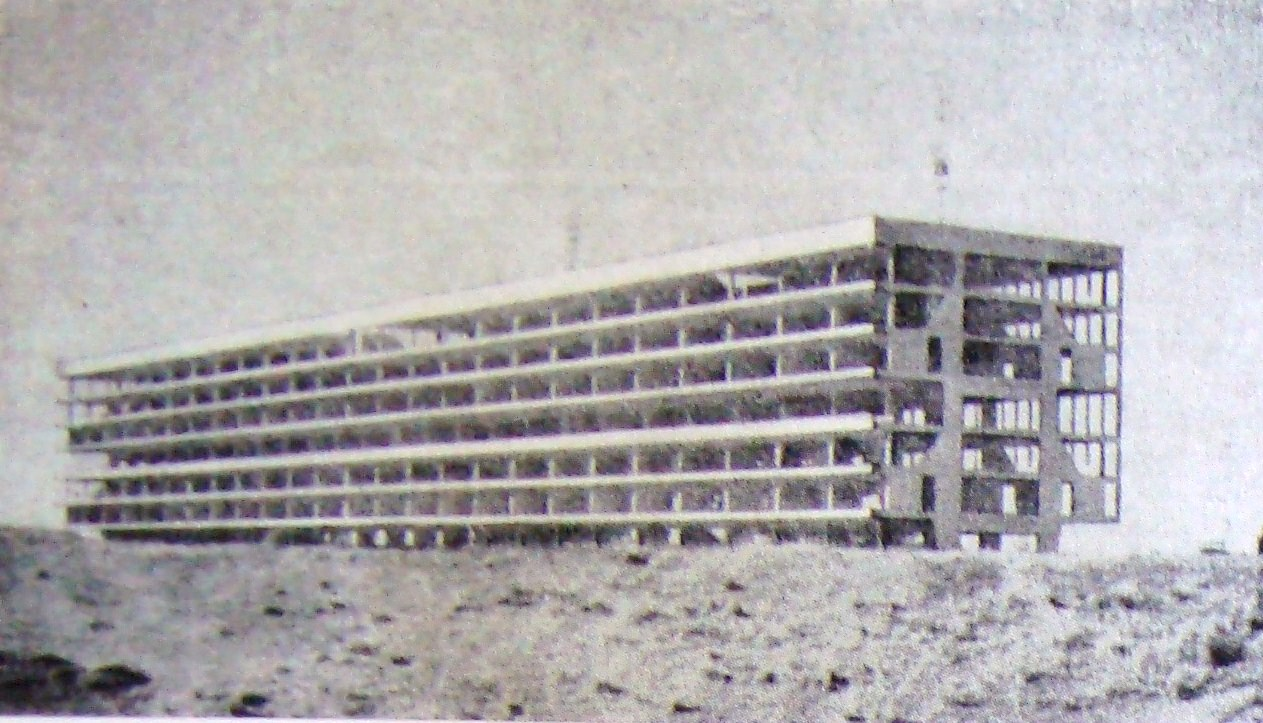
El bloque residencial de la Ciudad Universitaria, proyectado en 1947 y abandonado sin terminar.

En 1946 fue nombrado interventor de la UNT hasta 1948, año en que sería designado rector, hasta 1951. Su conducción marcó una profunda transformación, a través de múltiples creaciones y una vasta expansión regional en su acción. Inclusive, inició la construcción de la Ciudad Universitaria, en el cerro San Javier; y encargó la fundación del Gymnasium Universitario, en 1948. El detalle de su acción está expuesto en el libro Descole. Una pasión universitaria de Florencio Aceñolaza (1993). Su adhesión al peronismo afectaría a la carrera de Descole. Tras el golpe militar de 1955. El primer paso fue la creación en 1946 del Instituto de Minería y Geología de la U.N.T. en la Provincia de Jujuy, a lo que le seguirían la creación de institutos en el campo de las artes, el derecho, la economía y la investigación científica. Precisamente, este último aspecto fue el principal destinatario de la visión de Descole, quien sostenía una visión de una universidad volcada hacia la creación, difusión e implementación del conocimiento en todos los ámbitos en los cuales se encontraba inserta. De este modo, también planificó la construcción de la "Ciudad Universitaria" en la Sierra de San Javier, cuyas obras comenzaron en 1949. Sin embargo tras el golpe de Estado de 1955, que instaló en el poder la dictadura autodenominada Revolución Libertadora la Universidad fue intervenida, las obras paralizadas y Descole por su cercanía al peronismo fue cesanteado; decenas de profesores de la Universidad Nacional de Tucumán serán cesanteados, expulsados de sus cátedras u obligados a exiliarse en el extranjero, entre ellos Descole, que partirá a Rancagua, Chile. La Universidad será intervenida y el rector Horacio Descole cesanteado. Entre 1955 y 1958, su dirección estuvo a cargo de interventores designados por el Poder Ejecutivo Nacional a cargo del dictador Pedro Eugenio Aramburu, lo que la alejará de su época dorada de las décadas de 1940-1950.
Expandió la Universidad en la región, creando el Instituto de Geología y Minería, el Instituto de Biología de Altura y el Instituto de Medicina Popular, en Jujuy; la Escuela Técnica de Vespucio y el Instituto de Humanidades, en Salta; la Escuela de Agricultura en El Zanjón, en Santiago del Estero, por ejemplo. Incorporó a la UNT la Universidad Salesiana del Trabajo y creó el Servicio Médico. El golpe 1955 lo alejó de Tucumán y de la Universidad durante 18 años.
En 1973, año en que regresó a Tucumán, fue reincorporado a su cátedra en Bioquímica, y designado interventor de la Facultad de Ciencias Naturales, así como director del Instituto Lillo. Promovió, en esa etapa, la creación del Parque Sierra San Javier durante la 2º gestión del Dr. Descole, e (quien había reingresado a la Universidad tras haber sido cesanteado durante la dictadura autodenominada Revolución Libertadora), hacer del Parque, una “Escuela de la Naturaleza” y que es administrada por la Universidad Nacional de Tucumán, y que abarca de las 14 000 ha de la sierra homónima el 80 % son áreas protegidas. A fines de 1976, el gobierno militar dio por terminadas sus funciones en la universidad dejándolo nuevamente cesante como en 1955.

## Algunas publicaciones
- horacio raúl Descole, o.h. Borsini. 1956. Genera et species plantarum Argentinarum. Vols. 2 y 5. Editor Kraft, 99 pp.

- ---------------------------. 1950. Genera et species animalium Argentinorum: Insecta, Lepidoptera (Rhopalocera), familia Hesperiidarum, subfamilia Hesperiinarum. Vol. 2. Editor Kraft, 388 pp.

- ---------------------------. 1949. Tomo: XXII. Lilloa: Revista de Botánica. 832 pp.

- ---------------------------. 1940. El Instituto Miguel Lillo y su influencia cultural en el noroeste argentino. 28 pp.

- ---------------------------, carlos a. O'Donell, alicia Lourteig. 1940. Revisión de las zigofiláceas argentinas

- ---------------------------. 1939. Reseña de antecedentes, títulos publicaciones y trabajos presentados a la Facultad de ciencias médicas de Buenos-Aires. Editor UBA. 13 pp.

- La abreviatura «Descole» se emplea para indicar a Horacio Descole como autoridad en la descripción y clasificación científica de los vegetales.[4]